# A tündérkirálynő (eposz)
A tündérkirálynő (eredeti címe: The Faerie Queen) Edmund Spenser 16. századi angol költő fő műve, befejezetlen hőskölteménye.
A rendkívül terjengős mű (kb. negyvenezer sor) hat könyvből, könyvenként 12 énekből áll. Az első három részt a költő 1589-ben a királynőnek ajándékozta, majd 1590-ben tette közzé, a második három rész 1596-ban jelent meg. Az elkészült művet egyben először 1609-ben adták ki.

## Tartalma
Spenser műve az angol költői hagyományokon (Thomas Malory) alapul, megírásában a költő az itáliai lovagi eposz, főként Ludovico Ariosto mintáit követte. Költeménye felhasználja Artúr király és az Artúr-mondakör kerekasztal lovagjainak történetét.
A hősköltemény központi szereplői allegorikus alakok, ezt maga a költő hangsúlyozza az előszóban. Mindegyik könyv középpontjában a „tündérkirálynő”, Gloriana egy-egy lovagjának alakja áll, mindegyikük egy-egy erényt testesít meg, legyőzői a bűnnek és a „rendetlen” vágyaknak. Artúr király a magasztosság, hőn szeretett „tündérkirálynő”-je, Gloriana a dicsőség; a tervezett 12 lovag pedig 12 erény allegóriája – közülük azonban csak hat (hat könyv) készült el: a jámborság, a mértékletesség, a erkölcsi tisztaság, az igazságosság, az udvariasság, a barátság allegorikus alakjai.
Az eposz „kívül fekszik a valóságon,” szereplői nem hús-vér emberek, hanem „tünemények” (Taine); világa nem reális-, hanem „tündérvilág” (Szerb Antal); „dekoratív, ariostói eposz, aminek igazán kevés köze a valósághoz. … még meséje is dekoratív mese.” (Babits Mihály).
Cselekménye szinte elmondhatatlan, de nem is az benne a lényeg. Az egyes énekekben „a cselekmény szakadatlanul megoldást nyer s újra megindul, összebonyolódik s újra kezdődik; azt hiszem, az ó- és középkor minden képzelme össze van itt halmozva. – írja lelkesülten Hippolyte Taine. – A lovag fák között nyargal s a keresztúton más lovagokkal találkozik, kikkel harczra kel; egyszerre a barlang mélyéből előtűnik egy félig nő-, félig kigyó-szörnyeteg, körülvéve undok fajzatától; távolabb egy háromtestű óriás látszik, s egy domb nagyságú sárkány, éles karmokkal és roppant szárnyakkal. Három napon át harczol vele a lovag, s kétszer elesve csak egy csodálatos víz segélyével tér magához. Azután vad népeket kell legyőznie, láng övezte várakat bevennie. Ez alatt hölgyek bolyongnak az erdőben fehér poroszkákon; ki vannak téve a gonoszak támadásainak; néha egy oroszlán őrzi őket, mely utánok megy, vagy a satyrok szabadítják meg, a kik imádják. A bűvészek egyre-másra gyakorolják varázslataikat; a paloták ünnepélyektől viszhangzanak, a sorompók közt meggyűlnek a harczjátékok; a tengeri istenek, nymphák, tündérek, királyok össze-vissza keverik az ünnepélyeket, meglepetéseket és veszélyeket. Azt mondják, hogy ez csupa káprázat. Hát aztán? Elég az, ha látjuk. És látjuk is, mert Spenser látja.”
A lovagvilágból vették témáikat a század más nagy művészei is (Ariosto, Tasso, Cervantes, Rabelais), de náluk az már nem az igazi lovagság. Egyedül Spenser volt az, aki még komolyan vette a – maga korában már letűnt – lovagvilágot. De mellette ott van a költeményben egy másik világ is: a mitológia világa, a keresztény lovagságon kívül a pogány Olümposz; a hősi akarat eszméjén kívül ott van a magasztos erő eszméje is. – írja Taine. – „Nincs e vegyítésben semmi erőltetett; az eszményi hősköltemény felsőbb ég gyanánt magába fogadja és kiegyenlíti a két világot; a szép lovagi álmot szép pogány álom folytatja; a fődolog az, hogy mindkettő szép legyen.”
A költemény történelmi háttere I. Erzsébet uralkodása. A költemény tündérkirálynője voltaképpen Erzsébetet jelképezi. Az erkölcsi eszményeket megtestesítő és eszményekért megküzdő lovagok történeteiben pedig Erzsébet udvarának allegorikus, idealizált képe is benne rejlik.

## Stílusa
Spencer a költemény nyelvét is a lovagi korhoz közelítette, régies szavak sokaságát, Chaucer nyelvezetének középkori kifejezéseit is beemelte művébe. Ezek franciából átvett divatos kifejezésekkel és a humanistákat jellemző latin-görög szavakkal keverednek. Gondolatait hosszú körmondatokban fejti ki, stílusát terjengősség, a jelzők sokasága és bonyolult hasonlatok kedvelése jellemzi; Taine Rubens festői módszeréhez hasonlította: „Spenser sajátsága a festői lelemények roppant nagyságában és túlságában áll… Nála is, mint Rubensnél, az allegória szokatlanul megnöveszti az arányokat és minden törvény alól kivonja a képzelmet, kivéve az alakok és színek egyeztetésének szükségét.”
Verseléséhez a költő külön versformát alakított ki. Az ún. spenseri stanza  kilenc sorból áll: nyolc sor – ötödfeles jambus, a kilencedik sor – hatos jambus (rímképlete:  a b a b b c b c c). Ezt a strófát később több nagy műben is alkalmazták.
Költeményeit szinte lehetetlen lefordítani és az angolok közül is kevesen tudják méltányolni. Későbbi korok angol költői azonban nem csak méltányolták, hanem gazdag forrásként is használták az eposz csodás világát,  Shakespeare, Milton, Dryden, Keats, Swinburne egyaránt merített belőle.